# 박시목
박시목(朴時穆, 1894년 10월 24일 ~ 1945년 8월 15일)은 일제강점기 한국의 독립운동가이다.

## 생애
1894년 경상북도 의성군에서 태어났다. 1919년 3.1 운동에 참가하였고, 이듬해 1920년 중화민국 장쑤 성 상하이(上海)로 망명한 뒤 대한민국임시정부(大韓民國臨時政府)에 참여하여 임시의정원 의원에 선출되고 감찰원으로 국내에 파견되어 경북지역에서 군자금을 모집하여 상해로 돌아왔다.
그 후 일본으로 건너간 그는 1927년 신간회(新幹會) 동경지회(東京支會)의 조직결성에 참여하였으며 1928년 2월 동회의 임시대회에서 대의원에 선출되어 민족정신 고취 내용의 격문 등을 살포하며 활동하였다.
그 후 1930년 대구 근교 팔공산(八公山)에서 광산경영을 위장하여 박영덕·이상훈·심재윤·노석호·김인 등 애국지사를 규합하였으며, 청년동지들을 중국 옌안(延安)으로 밀파하여 독립군(獨立軍)에 가담시키기도 하였다. 그리고 1943년에는 종교계와 협의하여 거액의 군자금을 모집하여 국내의 무력항쟁 및 중국의 한국광복군과 합세하여 대일 선전포고(對日宣戰布告) 등을 계획하던 중 아들 박희규를 포함한 100여명의 동지들과 함께 북경(北京)에서 일경에 피체되어 혹독한 고문 끝에 아들과 함께 옥중 순국하였다.

## 사후
- 1990년 대한민국 정부는 건국훈장 애족장을 추서하였다.(1986년 대통령표창)

## 가족
- 동생은 독립운동가 박진목이다.